# Carl Gottfried Küsel
Carl Gottfried Küsel, född 6 juni 1727 i Stockholm, död där 19 februari 1795, var en svensk grosshandlare. 

## Biografi
Carl Gottfried Küsel härstammade ur fadern Simon Fredrik Küsels andra äktenskap som gav honom fyra söner, bland dem blev Carl Gottfried den mest framgångsrike. Efter faderns död övertog Carl Gottfried hans rörelse och utnämndes så småningom till direktör i Ostindiska kompaniet. Genom sitt äktenskap med Catarina Christina Tottie gifte han in sig i den gustavianska tidens största svenska handelshus, Tottie & Arfwedson.  Han tillhörde företagets ledning och hade förbindelser med tidens största handelshus i Amsterdam, Danzig, Sankt Petersburg, Riga och Helsingör.
Vid 1700-talets mitt köpte Küsel fastigheten vid Skeppsbron 40, även kallad Küselska huset. På Küsels tid hade företaget Küsel & Wahrendorff sitt kontor i huset och resten av byggnaden disponerades av Küsel och hans stora familj. Sitt hus hade han möblerat med mahognybyråer och utsökta speglar, på väggarna fanns landskapsmålade motiv och i taken praktfulla takplafonder. Trots sin höga ställning blev han dock aldrig utnämnd till kommerseråd.
Küsel var amatörviolinist och medlem i Par Bricole. Han invaldes 1795 som ledamot av Kungliga Musikaliska Akademien.

## Familj
Carl Gottfried Küsel var son till Simon Fredrik Küsel, invandrare från Lübeck och även han grosshandlare.
Carl Gottfried Küsel var gift med Catarina Christina Tottie, dotter till grosshandlaren i Stockholm Charles Tottie.
Carl Gottfried Küsels yngsta son, Jakob Küsel, blev bergsråd, faderns firma fördes vidare av sönerna Carl, Fredrik och Johan Küsel.
Konstnären Ernst Küsel är barnbarnsbarn till Carl Gottfried Küsel.

## Bilder

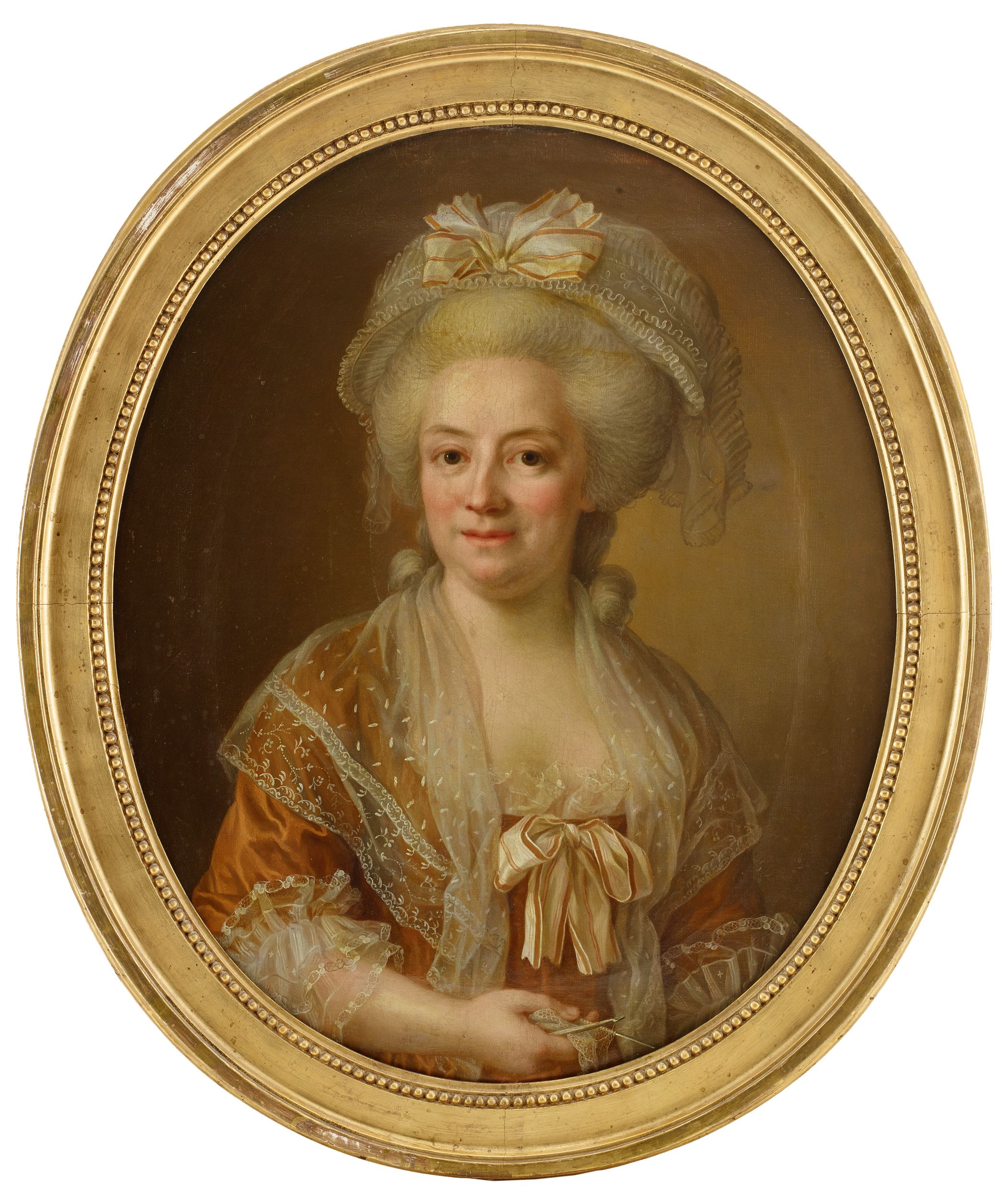
Carl Gottfrids fru, Catharina Christina Küsel, född Tottie av Ulrika Fredrika Pasch.
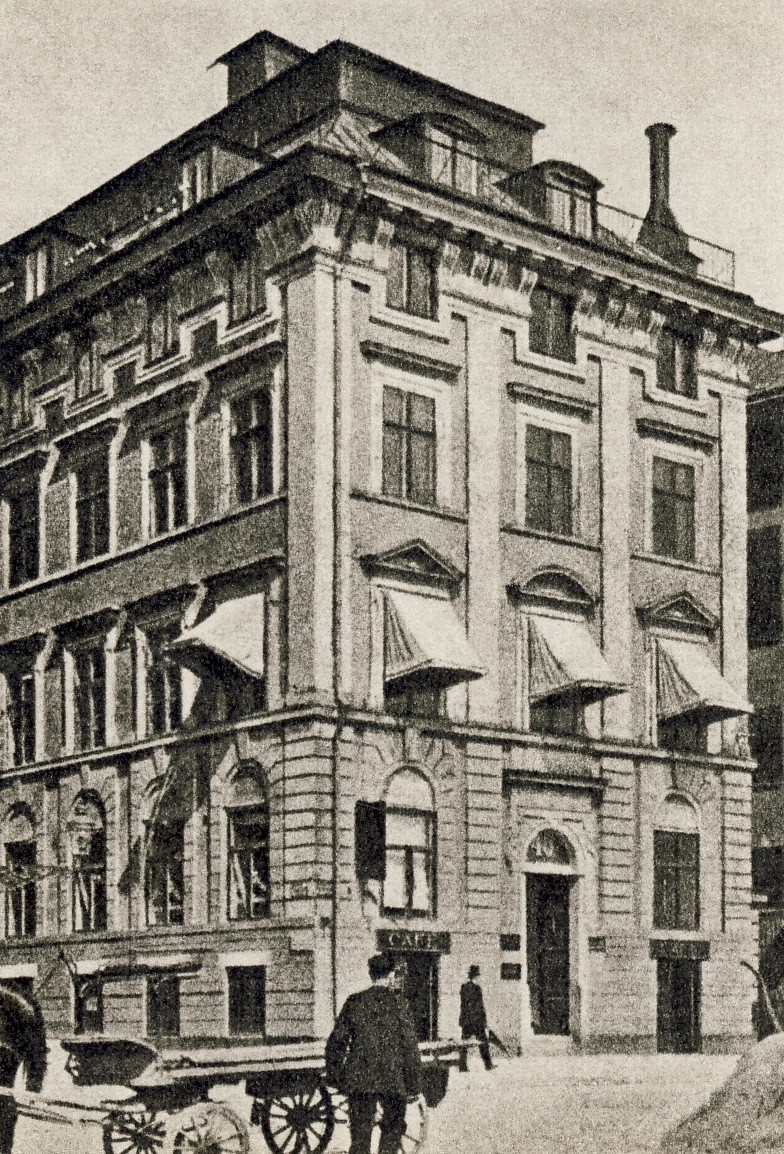
"Küselska huset", Skeppsbron, vid 1800-talets andra hälft.